# Ares Lusitani
În mitologia  lusitană, Ares Lusitani este zeul cailor.